# ارتایا
اِرُتّایا (فنلاندی: Erottaja)(سوئدی: Skillnaden)، به معنای «جداساز»، میدانی عمومی در نزدیکی مرکز شهر هلسینکی پایتختِ فنلاند است.
میدان ارتایا به عنوان «نقطهٔ صفر» جغرافیایی رسمی هلسینکی برگزیده شده‌است. فاصلهٔ دیگر شهرهای فنلاند تا هلسینکی از اینجا اندازه‌گیری می‌شود. این میدان، نقطهٔ برخورد دو خیابان معروفِ هلسینکی، اِسپِلانادی و مان‌نِرهِیمینتیه است. این میدان، نقطهٔ پایانی اِسپِلانادی غربی است و نقطهٔ انتهایی شرقی آن در میدانِ بازار است. مان‌نِرهِیمینتیه، طولانی‌ترین و مشهورترین خیابان هلسینکی، از ارتایا آغاز می‌شود و به سوی شمال غربی ادامه می‌یابد، از مناطق تولُو و روسکِئاسوئو می‌گذرد تا اینکه سرانجام با بزرگراهی که به بیرون شهر می‌رود، یکی می‌شود. نقاط آغازین هر دو بزرگراه فنلاند، بزرگراه تامپِره (E12) و بزرگراه لاهتی (E75)، تقریباً در ارتایا واقع شده‌اند.